# 营销组合
营销组合是一种市场营销中用到的工具，营销组合对于确定产品和品牌的唯一销售点（把产品和竞争者区别开来的唯一质量）非常重要。一般还可以称为4P：价格price，产品product，促销promotion和地点place。近些年，4P已经拓展到7P，或者由4C代替。
另外，存在两种4C理论，一种是Lauterborn的4C理论（消费者Consumer，成本Cost，交流Communication，便捷Convenience），另一种是清水公一（Koichi Shimizu）的4C理论（商品Commodity，成本Cost，交流Communication，流通渠道Channel），7C罗盘模型。

## 4P：生产者为导向的模型
市场营销人员E. Jerome McCarthy在1960年提出了4P分类，
然后全世界的市场营销者开始使用这个模型。
- 产品 - 直銷事業的產品其實不單是販賣給消費者的商品，更包括經營者思考的制度、公司等其他因素。因此，當直銷公司和組織正在為消費者無從分辨各家公司日愈趨近的商品之際，如何從其他的因素，像是商品與制度的配合、公司的經營理念與策略、甚至教育訓練與成功模式等做有效的區隔和凸顯，實乃當前經營直銷事業必須思索的要件。[1]
- 价格–直銷是個講究高附加價值的產業，我們行銷的不僅是產品本身，而是包括後續的服務，專業的諮商與問題的解決。就策略思考的角度來看，如何提高整體價值創造忠誠客戶，自然就成為直銷公司與經營者最重要的課題。
- 推广 （也可以說是促销）- 代表各种市场营销者使用的沟通方式，可以让不同的群体可以了解产品。促销一般包括：广告，公共关系，个人销售和销售促销。[1]
- 渠道 - 將產品從生產者（製造者／供應商）移轉到消費者或使用者的組織或企業，也就是消費者或使用者購買或取得產品或服務的管道。

“7P”是在上面提到的4P的基础上，增加了“外形鲜明（physical evidence）”、“人（people）”和“流程（process）”。外观鲜明是指店内的元素，店面、员工制服、标志等等。人是指客户可以接触到的组织内的人员。流程是指系统内可能影响营销的流程和组织。These later three factors are not cited nearly as often as the first four outlined in depth above.

## 4C：消费者为导向的模型
Robert F. Lauterborn在1993年提出了4C分类。是一种以消费者为导向的4P模型，目的是更好地适应在空白市场营销中，大众营销的需要。
- 4P中的产品被替换为“消费者的需求和欲望（consumer want and need）”。
- 价格被替换为“成本(cost)”，代替整个的所有成本。很多因素会影响成本，包括但不限于客户成本、采取新的商品、服务、以及客户不选择竞争对手商品的成本。
- 促銷被替换为“交流(communication)”，代表比单纯营销更广泛的目标。
- 通路被替换为“便捷(convenience)”，因为互联网的兴起和购买的多种模式，通路已经越来越不重要。便捷性考虑到购买产品、发现产品、发现产品信息和相关其他因素。

## 7C罗盘模型
生产者/消费者为导向的模型（Both -oriented model）
在清水公一（Koichi Shimizu）提出了4C理论之后（1973），后来又发展为7C罗盘模型（1979），提供对市场营销本质更全面的探视。

### 7C模型包括（7Cs Compass Model）
（C1）企业（Corporation或者Company），通过市场营销情报系统的信息管理，企业高层制定正确决策，有效地实行Internal Communication（企业内部的营销传播），时刻铭记企业识别系统（Corporate Identity）的理念、不要损毁名誉的同时去追求利益。（C-O-S）很重要。也就是说，Competitor：竞争对手，Organization：执行市场营销或是经营管理的组织，Stakeholder：利益相关者也应该被考虑进来。
```
-4C的核心是：C-O-S（
競爭
對手（Competitor），
組織
（Organization），利益相關者（Stakeholder）。
```

- （C2～C5）4C理论
  - 产品（product）   → 商品（Commodity）
  - 价格（Price）   → 成本（Cost）
  - 位置（Place）   → 流通渠道（Channel）
  - 促销（Promotion）   → 交流（Communication）
- （C2）商品（Commodity）Commodity（顾客满足型商品）在拉丁语中是共同方便共同幸福的意思，是从消费者的角度考虑问题。这也和从消费者开始考虑问题的整合营销传播是一致的。从制造到能卖出去的产品推出的生产模式角度来看，像篡改产地、延长保质期的伪劣产品无法杜绝，这很荒谬。而商品（Commodity）则能体现出与消费者相互作用进而开发出值得信赖的商品或服务的一种哲学。经过完整步骤创造出的商品可以称之为商品化。
- （C3）成本（Cost）Cost（共同建立）不仅有价格的意思，还有生产成本、销售成本、社会成本等很多方面。北卡罗莱纳大学的罗伯特教授也持有相同观点。不仅在地球环境成本（包括核电站的安全应对）方面，如果企业把抚养子女成本、赡养老人成本也加上，比如像有的化妆品公司会设置一些托儿的设施，给没能上幼儿园的子女提供协助；又如为应对有老人需要赡养的员工而建成一套完善的援助系统。优良企业与福利商业模式结合起来后，像诸如因为抚养而无法顺畅就业的员工而导致的雇佣问题，就可以解决了。
- （C4）流通渠道（Channel）Channel（流通渠道，原意是运河）表达商品在流动的含义。创造出一个进货商、制造商、物流和消费者共生的商业模式。比如像生产商、制造商和物流业组成共生的食品公司；或是像制造业和物流业组成共生的服装业。作为流通渠道来说，网络销售也能算在内。市场渠道政策对于日本大地震时期很重要。
- （C5）交流（Communication）Communication（原意：共享信息）从双方向型的共生角度来看与原意是相符的，同时也和罗伯特教授的见解相同。电力公司提倡节约的广告或是AC JAPAN呼吁社会的公益广告，它们都应属于营销沟通，而不应是单纯的促销行为。九十年代被推崇的整合营销传播战略的地位4P理论是代替不了的。
- 消费者和环境罗盘（环境）包括：
- （C6）消费者（Consumer）
  - N = 需求（Needs）：生活必需品，像水、衣服、鞋。
  - W = 想法（Wants）：想得到的东西，像运动饮料、旅游鞋。
  - S = 安全（Security）：安全性，像核电、车、食品等物品的安全。
  - E = 教育（Education）：对消费者进行教育，为了能够让消费者也和企业一样对商品非常了解，企业应该提供给消费者相应的知识信息。如果这样，就能够让消费者安心，并减少负面评价，这对企业会很重要。
- （C7）环境（Circumstances）
  - N = 国内和国际（National and International）：国内的政治、法律和伦理环境及国际环境，国际关系。
  - W = 天气（Weather）：气象、自然环境，重大灾害时经营环境会放生变化，适应自然的经营活动是必要的。像便利店或是部分超市就正在实行。
  - S = 社会和文化（Social and Cultural）：网络时代的社会、福利及文化环境理所当然应该成为考虑因素。
  - E = 经济（Economic）：经济环境是对经营影响最大的，以此理所当然应该成为考虑因素。像安倍经济学。这些因素可以在直角坐标上标出，7C罗盘模型是一个合作市场营销的工具。

EXHIBIT: Shimizu's 7Cs Compass Model (Courtesy: © Koichi Shimizu, Japan)